# Poke

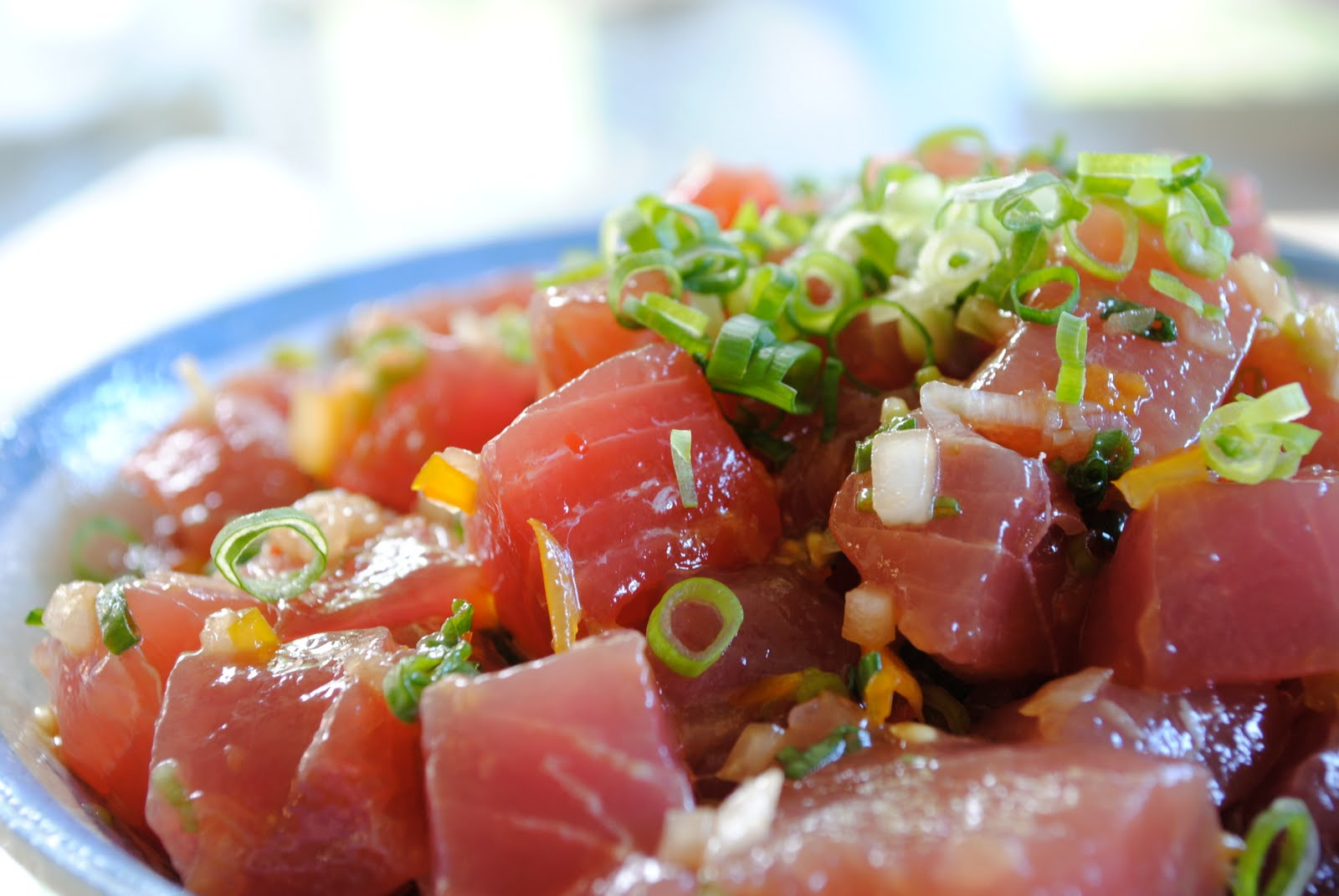
Ahi poke tonhallal

A poke (egyéb elnevezései poké, poke bowl, poketál) Hawaiiről származó, szépen díszített, tálban készülő, rizs vagy zöldség alapú étel, melyet nyers hallal fogyasztanak. A poke egy vágási technikát jelent, amellyel a halat készítik az ételhez. A hawaii konyha tradicionális étele, elő- és főételként is fogyasztják.
A pokék négy fontos összetevőre épülnek: különféle rizsalapok, proteinek, zöldségek, szószok, ezt pedig megbolondítják még a tetejére kerülő ropogós finomságokkal.

## Története
Eredetileg a poke a tradicionálisan felvágott, szezonális nyers halat jelentette megtisztítva, kicsontozva és felvágva. Az étel mai formájában az 1970-es évektől létezik, ekkor már zöldségekkel, szószokkal és rizsfélékkel tálalták. 
A szigetekről a 2000-es évek elején terjedt el elsőként Amerikában, majd Ausztráliában, de az utóbbi években az európai nagyvárosokban is rajongókra talált az egészségtudatos, vegán vagy épp különlegesebb ételek kedvelői között. 
Legújabb változatai már a halakon kívül készülhetnek húsmentesen vagy épp hússal is. 

## Hozzávalók
A poke mindig egy kiválasztott alapból készül: ez lehet rizs, barna rizs vagy akár rizstészta, esetleg gyalult zöldség. Erre jön a protein: nyers tonhal vagy lazac, pirított csirke vagy tofu.
A tálra ezután választott friss, nyers zöldségek kerülnek, például edamame bab, avokádó és különböző saláták. Ezt forgatják össze a szószokkal. Végül pirított magokkal vagy más ropogós dolgokkal tálalják.